# Yefim Zelmánov
Yefim Isaákovich Zelmánov (Ефим Исаакович Зельманов: nacido el 7 de septiembre de 1955 en Jabárovsk, Rusia) es un matemático conocido por su trabajo en problemas combinatorios en álgebra no-asociativa y teoría de grupos, incluyendo su solución al problema de Burnside. Fue condecorado con la Medalla Fields en 1994.

## Biografía
Nació en el seno de una familia judía en Jabárovsk, en la Unión Soviética (actual Rusia). Se doctoró en la Universidad de Novosibirsk y obtuvo el título de mayor grado en la Universidad Estatal de Leningrado (hoy San Petersburgo) en 1985. Mantuvo un cargo en la Universidad de Novosibirsk hasta 1987, año en el que abandonó la Unión Soviética.
Desde 1990 hasta 1994 fue profesor en la Universidad de Wisconsin-Madison. Los dos años siguientes trabajó, también de profesor, en la Universidad de Chicago para posteriormente pasar a la Universidad de Yale.
Desde 1996 es profesor distinguido en el Korea Institute for Advanced Study.
Desde 2002 ocupa el cargo de profesor en la Universidad de California, San Diego.

## Distinciones
- Doctor honoris causa por la Universidad Alfonso X el Sabio  (12 de mayo de 2022)[1]